# Garcinia thouvenotii
Garcinia thouvenotii är en tvåhjärtbladig växtart som först beskrevs av Joseph Marie Henry Alfred Perrier de la Bâthie, och fick sitt nu gällande namn av P.W.Sweeney och Z.S.Rogers. Garcinia thouvenotii ingår i släktet Garcinia och familjen Clusiaceae. Inga underarter finns listade i Catalogue of Life.